# أولاد عبدون
أولاد عبدون هي قرية مغربية غرب المملكة. تنتمي أولاد عبدون لإقليم خريبكة. تضم هذه الجماعة القروية 14.690 نسمة (إحصاء 2004).